# ノラ・ゲデス
ノラ・ゲデス（Norah Geddes、1887年 – 1967年）は、スコットランドのランドスケープ・デザイナーである。

## 経歴
1887年、パトリック・ゲデスとアナ・ゲデスの間に生まれる。ゲデスの子供時代は「非慣習的で逍遥的」で、慣習的なスクーリングとは異なっていた。 14 歳の時にダンディー大学で父親のパトリックの開講していた植物学の講座を受講する。 のちにエディンバラカレッジオブアートでドローイングの授業を受ける。

## 私生活
ゲデスは夫となるフランク・ミアーズに1913年に出会い、ラムジーガーデンに暮らした。 結婚から一年後、長男ケネスを出産し、次男アラスターが1918年に、三男ジョンがその二年後に生まれた。 ゲデスのデザイナーとしてのキャリアは結婚、出産ののちは断たれてしまった。

## 作品
- スコットランド王立動物学協会庭園 （現在のエディンバラ動物園）[1][2]
- チゼルズコート、エディンバラ[1]
- ジョンストンテラス、エディンバラ[1]
- ウェストポートガーデン、エディンバラ[1]
- 遊び場、ダブリン市内[2][6]